# Simulium purii
Simulium purii är en tvåvingeart som beskrevs av Datta 1973. Simulium purii ingår i släktet Simulium och familjen knott. Inga underarter finns listade i Catalogue of Life.